# Grande Prêmio da Argentina de 1960
Resultados do Grande Prêmio da Argentina de Fórmula 1 realizado em Buenos Aires em 7 de fevereiro de 1960. Primeira etapa da temporada, foi vencida pelo neozelandês Bruce McLaren, da Cooper-Climax.  Prova marcada pela estreia de um venezuelano na Fórmula 1

## Resumo
Bruce McLaren se tornou o primeiro piloto da história da Fórmula 1 a vencer duas corridas seguidas largando de 10º ou abaixo: Estados Unidos (1959) largou na 10º e Argentina (1960) largou na 13º.

## Classificação da prova
| Pos. | Nº | Piloto                            | Construtor      | Voltas | Tempo/Diferença      | Grid | Pontos     |
| ---- | -- | --------------------------------- | --------------- | ------ | -------------------- | ---- | ---------- |
| 1    | 16 | Bruce McLaren                     | Cooper-Climax   | 80     | 2:17:49.5            | 13   | 8          |
| 2    | 24 | Cliff Allison                     | Ferrari         | 80     | + 26.3               | 7    | 6          |
| 3    | 38 | Maurice Trintignant Stirling Moss | Cooper-Climax   | 80     | + 36.9               | 8    | [ nota 2 ] |
| 4    | 6  | Carlos Menditeguy                 | Cooper-Maserati | 80     | + 53.3               | 12   | 3          |
| 5    | 30 | Wolfgang von Trips                | Ferrari         | 79     | + 1 volta            | 5    | 2          |
| 6    | 20 | Innes Ireland                     | Lotus-Climax    | 79     | + 1 volta            | 2    | 1          |
| 7    | 40 | Jo Bonnier                        | BRM             | 79     | + 1 volta            | 4    |            |
| 8    | 26 | Phil Hill                         | Ferrari         | 77     | + 3 voltas           | 6    |            |
| 9    | 46 | Alberto Rodriguez Larreta         | Lotus-Climax    | 77     | + 3 voltas           | 15   |            |
| 10   | 32 | José Froilán González             | Ferrari         | 77     | + 3 voltas           | 11   |            |
| 11   | 4  | Roberto Bonomi                    | Cooper-Maserati | 76     | + 4 voltas           | 17   |            |
| 12   | 2  | Masten Gregory                    | Behra-Porsche   | 76     | + 4 voltas           | 16   |            |
| 13   | 14 | Gino Munaron                      | Maserati        | 72     | + 8 voltas           | 19   |            |
| 14   | 10 | Nasif Estefano                    | Maserati        | 70     | + 10 voltas          | 20   |            |
| Ret  | 34 | Harry Schell                      | Cooper-Climax   | 63     | Bomba de combustível | 9    |            |
| Ret  | 18 | Jack Brabham                      | Cooper-Climax   | 42     | Câmbio               | 10   |            |
| Ret  | 36 | Stirling Moss                     | Cooper-Climax   | 40     | Suspensão            | 1    |            |
| Ret  | 42 | Graham Hill                       | BRM             | 37     | Superaquecimento     | 3    |            |
| Ret  | 22 | Alan Stacey                       | Lotus-Climax    | 24     | Cansaço físico       | 14   |            |
| Ret  | 44 | Ettore Chimeri                    | Maserati        | 23     | Cansaço físico       | 21   |            |
| Ret  | 12 | Antonio Creus                     | Maserati        | 16     | Cansaço físico       | 22   |            |
| Ret  | 8  | Giorgio Scarlatti                 | Maserati        | 11     | Superaquecimento     | 18   |            |
| DNS  | 10 | Oscar Cabalén                     | Maserati        |        |                      |      |            |
| DNS  | 10 | Pedro Llano                       | Maserati        |        |                      |      |            |
| DNS  | 44 | Julio Pola                        | Maserati        |        |                      |      |            |

## Tabela do campeonato após a corrida
| Pos. | Piloto             | Pontos |
| ---- | ------------------ | ------ |
| 1    | Bruce McLaren      | 8      |
| 2    | Cliff Allison      | 6      |
| 3    | Carlos Menditeguy  | 3      |
| 4    | Wolfgang von Trips | 2      |
| 5    | Innes Ireland      | 1      |

| Pos. | Construtor      | Pontos |
| ---- | --------------- | ------ |
| 1    | Cooper-Climax   | 8      |
| 2    | Ferrari         | 6      |
| 3    | Cooper-Maserati | 3      |
| 4    | Lotus-Climax    | 1      |

- Nota: Somente as primeiras cinco posições estão listadas. Apenas os seis melhores resultados, dentre pilotos ou equipes, eram computados visando o título. Neste ponto esclarecemos: na tabela dos construtores figurava somente o melhor resultado dentre os carros de um mesmo time.